# 丹羽氏識
丹羽 氏識（にわ うじさと）は、戦国時代の武将。徳川氏、織田氏の家臣。尾張国岩崎城2代城主。
従兄弟の尾張藤島城主・丹羽氏秀と対立し、たびたび戦う。氏秀は織田信長に援軍を求め、天文20年（1551年）に尾張愛知郡横山で氏識らと対決した。氏識はこれを破り、藤島城も領することとなった。
その後、岩崎が尾張・三河国双方の要害の地であったため、織田信長・徳川家康の双方から臣下としての誘いを受けるが、信長が横山の戦いで氏秀に援軍を送っていたため信長の誘いを断って家康につき、三河国の乙尾・一色・赤羽根の三ヶ所を与えられた。信長と家康が和睦して清洲同盟を結んだ後は信長の臣下となるが、三河国の所領はそのまま安堵された｡

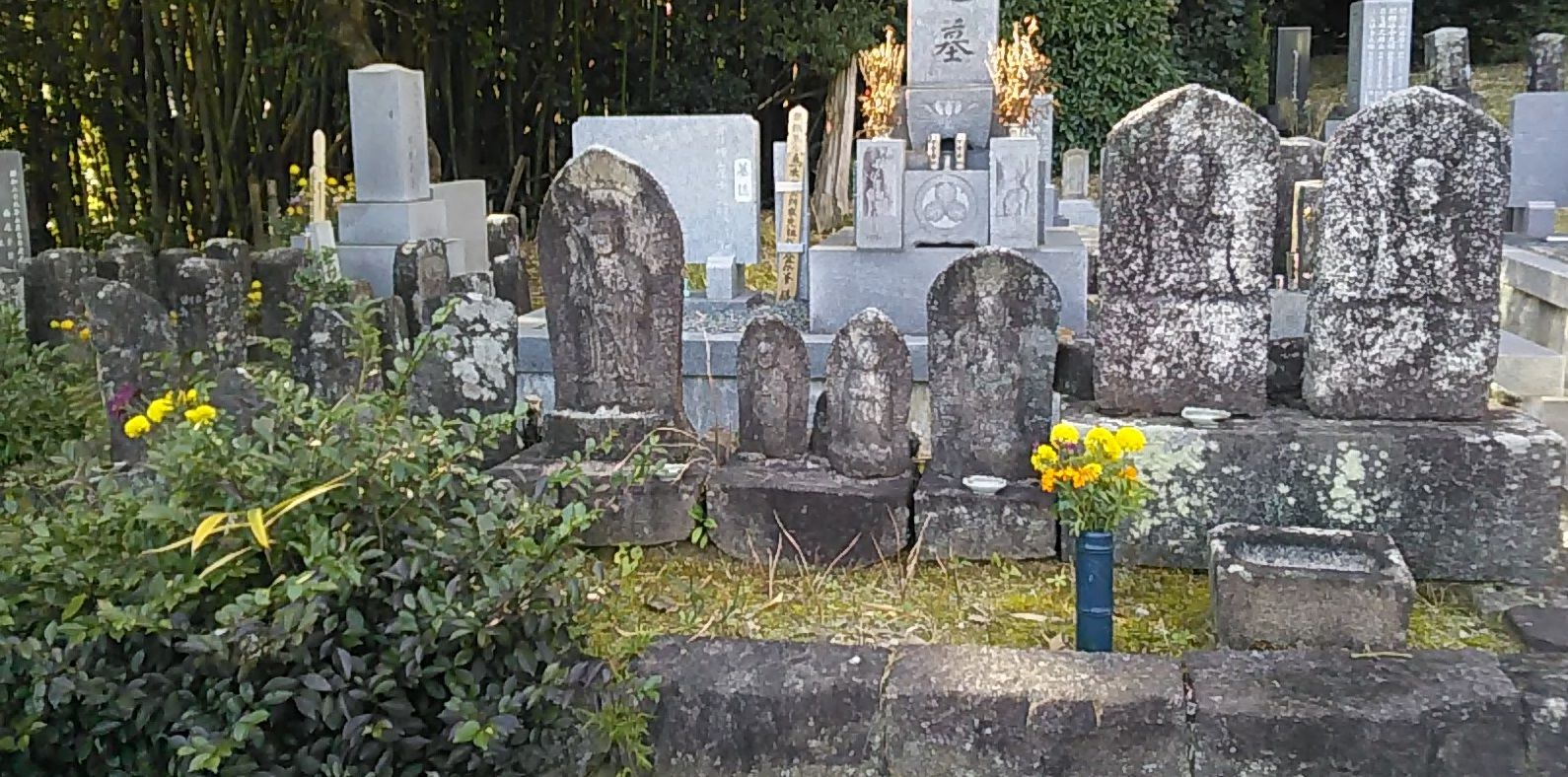
日進市妙仙寺の丹羽一族の墓

永禄8年（1565年）、死去。享年69。

## 系譜
- 父：丹羽氏清
- 母：不詳
- 妻：賞月院殿勝友妙善大姉
  - 長男：丹羽氏勝 (1523-1597)
  - 次男：傳左衛門 - 丹羽家の家臣となり浅田村に住む
  - 長女
  - 次女
  - 三女
  - 四女
  - 三男：？ - 石清水八幡　勁松院住職となる
  - 四男：上田清兵衛近正/近次 - 通称平六。水野和泉守の家臣、上田無仁斎の養子となる
  - 五女
  - 六女
  - 五男：四郎兵衛氏常/氏国 (？-1628)  - 西尾忠政の家臣となる
  - 六男：傳次郎氏種 (？-1629)  - 丹羽家の家臣となる
  - 七男：金右衛門氏俊 (？-1647)  - 徳川家康の家臣となり、春日丸衛、二条城衛与力となる